# Mercedes-Benz 770
Mercedes-Benz 770 – seria luksusowych samochodów osobowych produkowanych pod marką Mercedes-Benz w latach 1930-1943. Jest najbardziej znanym oficjalnym samochodem wysokiej rangi nazistów w czasie II wojny światowej, m.in. Adolfa Hitlera oraz Hermanna Göringa. Powstało łącznie 205 sztuk samochodów dwóch serii.

## I seria – W07 (1930–1938)
I seria Mercedesa 770 została zaprezentowana pod oznaczeniem W07 w roku 1930. Mercedesy W07 używane były głównie jako pojazdy rządowe.
Do napędu służył benzynowy silnik R8 OHV o pojemności skokowej 7655 cm³. Generował on moc maksymalną 150 KM (110 kW) przy 2800 obr./min, opcjonalnie dostępna była do niego sprężarka Roots, która doładowywała silnik przy maksymalnym wciśnięciu pedału przepustnicy. Moc maksymalna wzrastała wówczas do 200 KM (150 kW) przy 2800 obr./min., co pozwalało na osiągnięcie prędkości maksymalnej rzędu 160 km/h. Za przeniesienie napędu odpowiadała czterobiegowa manualna skrzynia biegów, przełożenie trzecie było bezpośrednim, czwarte zaś nadbiegiem.
Najbardziej charakterystyczną cechą modelu 770 była elegancka chromowana chłodnica.
Powstało 117 egzemplarzy serii W07.

## II seria – W150 (1938–1943)
Seria 770 została gruntownie zmodernizowana w roku 1938, pociągnęło to za sobą zmianę oznaczenia wewnętrznego na W150. 
Moc silnika podniesiono do 155 KM (116 kW) przy 3000 obr./min. Z doładowaniem wzrastała ona do 230 KM (170 kW) przy 3200 obr./min. W pojeździe zastosowano 5-biegową manualną skrzynię biegów, bieg 4. był bezpośrednim, 5. zaś nadbiegiem.
W roku 1938 Mercedes 770 był najdroższym samochodem możliwym do nabycia na terenie III Rzeszy, mimo że cena nie była podawana do publicznej wiadomości (dostępna była „auf Anfrage” – na życzenie).
Do czasu zakończenia produkcji podwozi w 1943 roku powstało 88 egzemplarzy serii W150. Ostatnie nadwozie połączono z podwoziem w marcu 1944 roku.

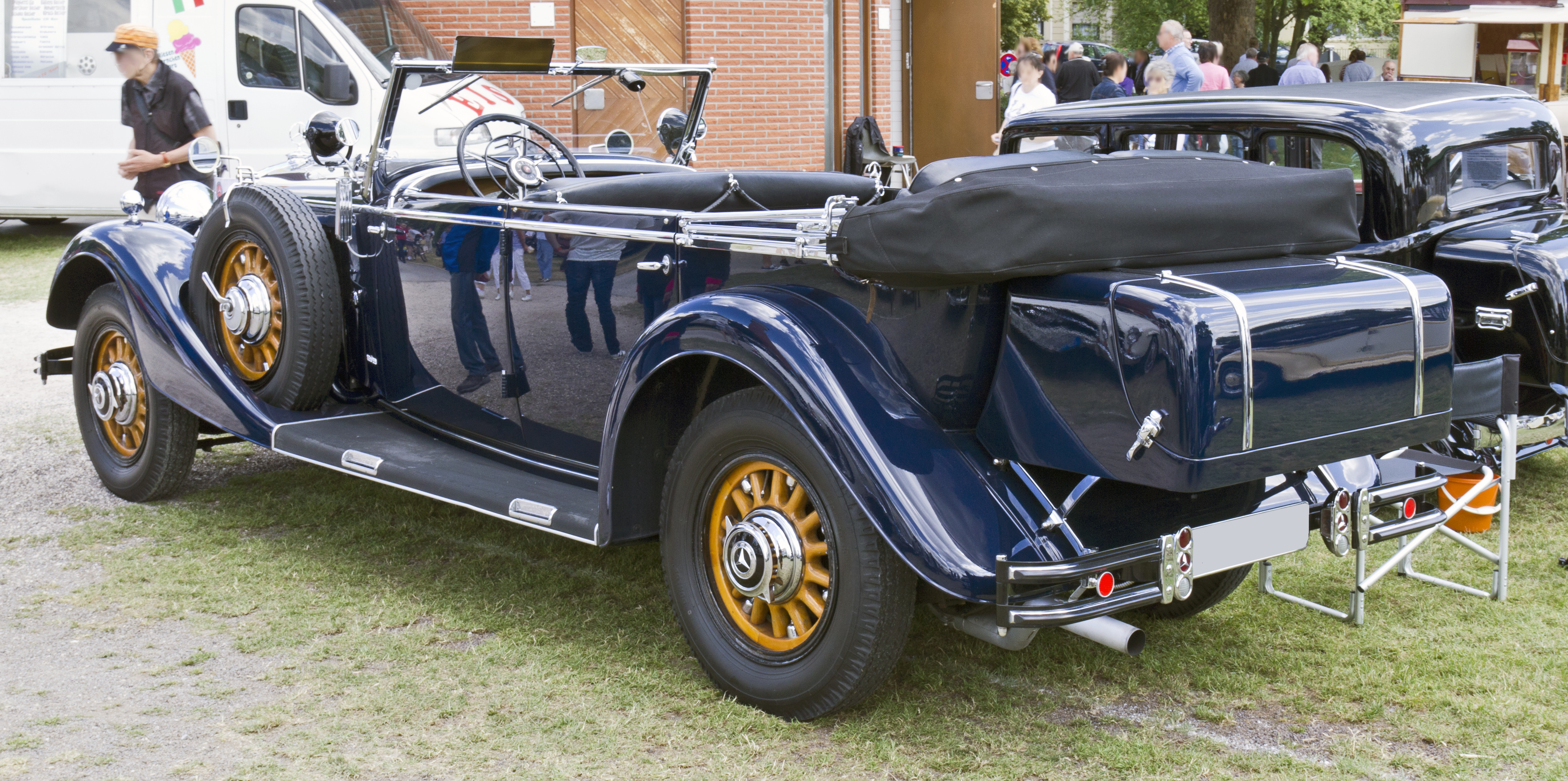
Mercedes-Benz 770 (W07) cabriolet
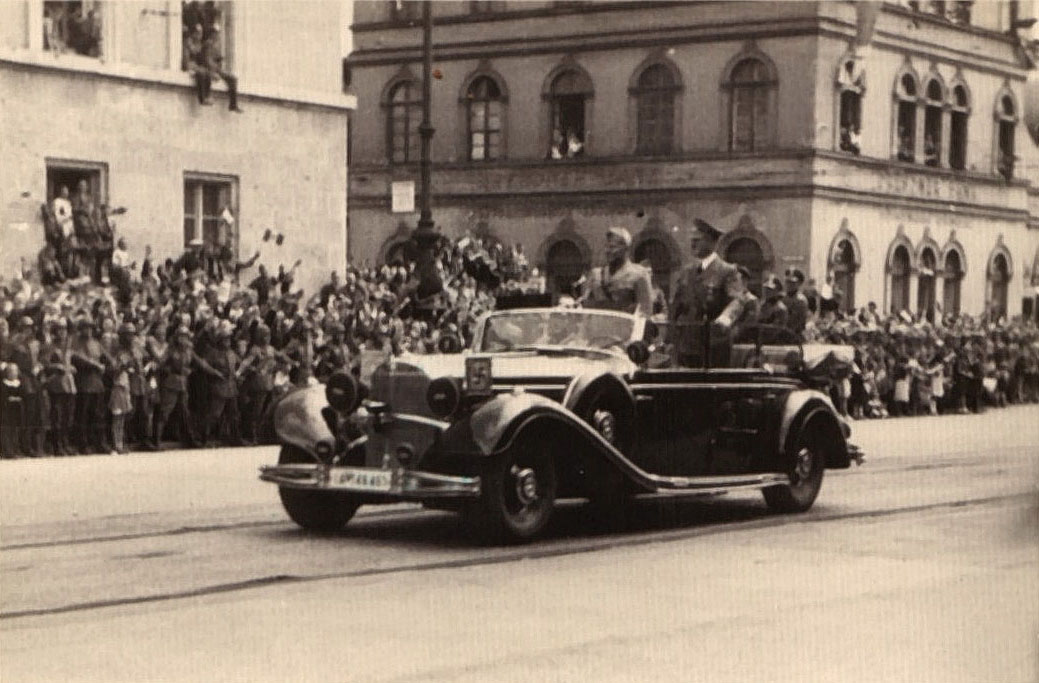
Wersja z 1939 (W150), w samochodzie Führer i Duce
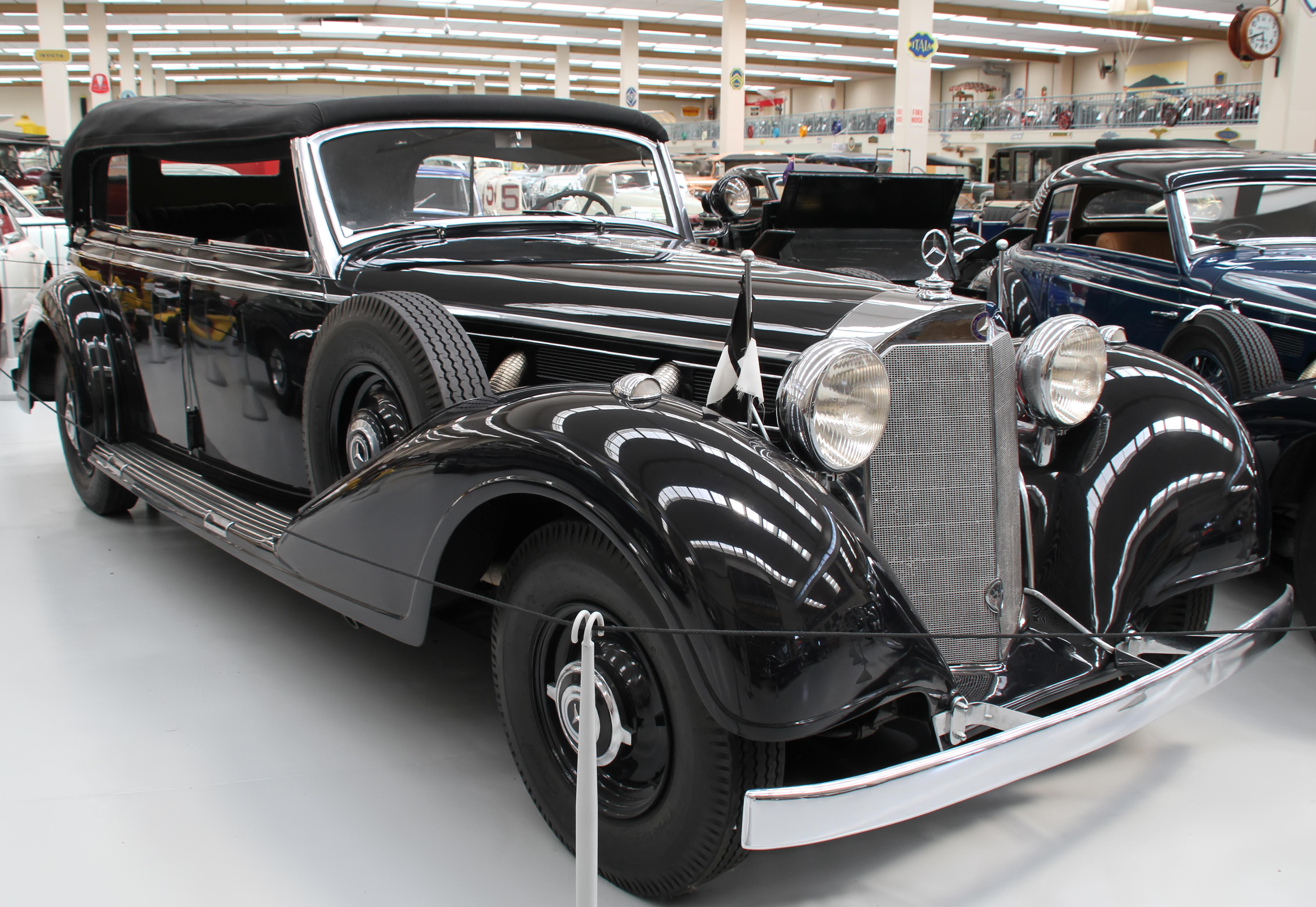
MB W150 – 770K

## Dane techniczne
Rocznik 1930 W07:
- R8 7,6 l (7655 cm³) Daimler-Benz M 07, 2 zawory na cylinder, OHV
- Układ zasilania: gaźnik
- Średnica cylindra × skok tłoka: 95,00 x 135,00 mm
- Stopień sprężania: 4,7:1
- Moc maksymalna: 152 KM (112 kW) przy 2800 obr/min
- Prędkość maksymalna: 150 km/h

Rocznik 1930 W07 K:
- R8 7,6 l (7655 cm³) Daimler-Benz M 07 K, 2 zawory na cylinder, OHV, sprężarka Roots
- Układ zasilania: gaźnik
- Średnica cylindra × skok tłoka: 95,00 x 135,00 mm
- Stopień sprężania: 4,7:1
- Moc maksymalna: 203 KM (149 kW) przy 2800 obr/min
- Prędkość maksymalna: 160 km/h